# Parania
Parania is een geslacht van insecten uit de orde vliesvleugeligen (Hymenoptera) en de familie Ichneumonidae.

## Soorten
- P. albitarsis (Enderlein, 1921)
- P. albopilosella (Cameron, 1909)
- P. badia (Schmid, 1969)
- P. geniculata (Holmgren, 1857)
- P. obscura (Schmid, 1969)
- P. peraltai Gauld & Bradshaw, 1997
- P. pizarroi Gauld & Bradshaw, 1997
- P. prima Gauld, 1980
- P. puerilis (Cushman, 1937)
- P. pulchra Dasch, 1984
- P. secunda Gauld, 1980
- P. tricolor (Szepligeti, 1906)